# I Can Do It with a Broken Heart
«I Can Do It with a Broken Heart» (en español: «Puedo hacerlo con el corazón roto») es una canción de la cantante y compositora estadounidense Taylor Swift, incluida en su undécimo álbum de estudio, The Tortured Poets Department (2024). Escrito y producido por Swift y Jack Antonoff, el tema aborda la perseverancia y profesionalismo de Swift durante los desafíos personales que enfrentó en los primeros días del The Eras Tour.
Musicalmente, «I Can Do It with a Broken Heart» se caracteriza por una producción vibrante de electropop y dance pop, que incluye ritmos de house y bubblegum, junto con arpegios sintéticos destacados. Al lanzarse el álbum, los críticos consideraron esta canción como una de las más notables, debido a su música optimista, en contraste con el tono generalmente más lento del resto del disco. Swift incluyó la canción como parte habitual del renovado repertorio del The Eras Tour en 2024. El video musical de «I Can Do It with a Broken Heart» fue lanzado el 20 de agosto de 2024, presentando una compilación de imágenes y clips detrás de cámaras de la gira.
Como el segundo sencillo de The Tortured Poets Department, «I Can Do It with a Broken Heart» fue lanzado por Universal Music Group en estaciones de radio italianas el 2 de julio de 2024, mientras que Republic Records lo distribuyó en las estaciones de radio pop de Estados Unidos el 12 de julio. La canción se lanzó digitalmente a nivel mundial el 16 de julio. Comercialmente, «I Can Do It with a Broken Heart» alcanzó el puesto número cinco en el Billboard Global 200 y se ubicó dentro del top 10 en Australia, Canadá, Irlanda, Nueva Zelanda, Filipinas, Singapur, Reino Unido y Estados Unidos. Además, obtuvo certificaciones en Australia, Nueva Zelanda, Portugal y Reino Unido.

## Antecedentes y lanzamiento
Swift comenzó a trabajar en The Tortured Poets Department inmediatamente después de haber entregado su décimo álbum de estudio, Midnights, a Republic Records para su lanzamiento en 2022. Continuó trabajando en secreto en el álbum durante la parte estadounidense del The Eras Tour en 2023. La concepción del disco tuvo lugar en medio de informes mediáticos sobre su ruptura con el actor inglés Joe Alwyn, justo cuando estaba comenzando la gira. Swift describió The Tortured Poets Department como un «salvavidas» para ella y un álbum que «realmente necesitaba» crear.
Republic Records lanzó The Tortured Poets Department el 19 de abril de 2024; «I Can Do It with a Broken Heart» es la decimotercera canción del álbum. Desde mayo de 2024, el tema fue incluido en el renovado repertorio del The Eras Tour. Para celebrar la etapa europea de la gira, Universal Music Group lanzó la canción a las radios italianas como segundo sencillo del álbum el 2 de julio de 2024. En Estados Unidos, Republic Records envió el tema a las emisoras de radio pop el 12 de julio de 2024. La canción se publicó digitalmente en las plataformas de streaming musical el 16 de julio de 2024; la portada es una captura de la actuación de Swift durante el concierto del The Eras Tour en Lyon, Francia, el 2 de junio de 2024.
El 20 de agosto de 2024, justo después del último concierto en Londres, Swift anunció el video musical de «I Can Do It with a Broken Heart» a través de sus redes sociales; las pantallas del estadio también transmitieron el video a los asistentes. El estreno se realizó ese mismo día a las 6:00 p.m. EST. El video es una compilación de imágenes de la gira y clips detrás de escenas que muestran a Swift preparándose para la gira o en momentos de transición entre sets.

## Composición
Swift escribió y produjo «I Can Do It with a Broken Heart» junto a Jack Antonoff, quien programó la pista y tocó la batería, el piano y el sintetizador. La canción fue grabada por Laura Sisk y Oli Jacobs, quienes también contribuyeron con voces de fondo, percusión y un pasaje hablado.
«I Can Do It with a Broken Heart» es una canción alegre de electropop y dance pop. Está escrita en compás de 4/4, con un tempo de 132 BPM y en la tonalidad de do mayor. Su inclusión de elementos de house y un ritmo de bubblegum y dance crea un marcado contraste con la atmósfera sombría predominante en el álbum. La canción se caracteriza por la presencia de arpegios de sintetizador vibrantes. Los críticos han comparado su producción con la de la canción de Swift «Mastermind» de 2022 y con la música de artistas como Robyn o Pet Shop Boys.
En cuanto a la letra, la canción es un «discurso de ánimo» para sí misma, centrado en perseverar a pesar del desamor mientras se es una figura pública. Joel Calfee, de Harper's Bazaar, la describió como una canción «engañosa en su optimismo», en la que Swift se sincera sobre lo que fue actuar mientras enfrentaba un corazón roto. Los periodistas musicales sugirieron que «I Can Do It with a Broken Heart» trata sobre la necesidad de Swift de ocultar sus emociones negativas tras la ruptura mientras actuaba en su gira («Todos mis pedazos estaban rotos mientras la multitud gritaba 'más'»). Will Harris, de Q, señaló que las letras reflejan «confusión romántica y dolor», citando los versos: «Estoy tan deprimida, actúo como si fuera mi cumpleaños todos los días / Estoy tan obsesionada con él, pero me evita como a la peste».

## Recepción de la crítica

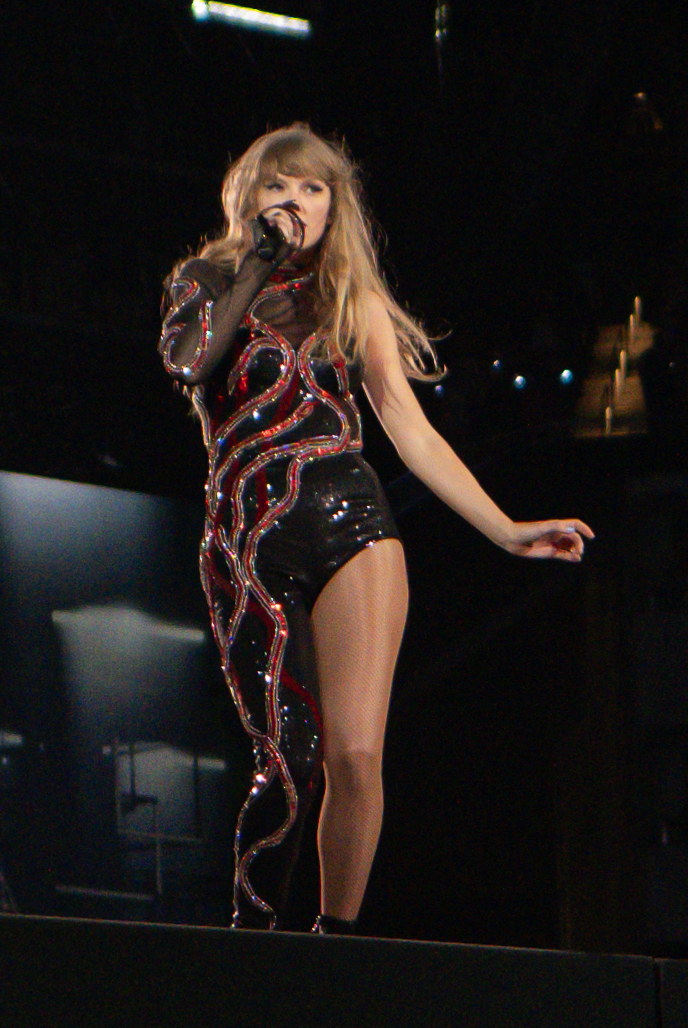
La letra describe la angustia de Swift al tener que presentarse para actuar en la gira The Eras Tour en 2023.

Variety dio a la canción una crítica positiva en su reseña del álbum principal, considerándola como el clímax del álbum y sugiriendo que era «seguro que será una de las pistas más comentadas y reproducidas». En una clasificación de las 31 canciones de la edición The Anthology de The Tortured Poets Department, Billboard ubicó la canción en el octavo lugar, considerando la canción «bulliciosa, sarcástica y sorprendentemente divertida». Lauren Webb de Clash describió la pista como «triunfalmente eruptiva». Josh Kurp de Uproxx seleccionó «I Can Do It with a Broken Heart» como una de las «canciones fuertes» del álbum, mientras que Alex Hudson de Exclaim! opinó que su producción la convierte en la única pista que destaca en el álbum. Jonathan Keefe de Slant Magazine opinó que la canción era un «éxito viable para la radio».
Escribiendo para The Guardian, Laura Snapes consideró que la letra «lights, camera, bitch smile» era «digna de meme» y «deja claro por qué quería [su música] de vuelta en TikTok». En NME, Laura Molloy consideró que «I Can Do It with a Broken Heart» estaba «más preparada para la viralidad en internet que para algo más sustancial». Olivia Horn de Pitchfork sugirió de manera similar que las letras estaban «versadas en el lenguaje de los memes» y que la música era demasiado familiar a las colaboraciones pasadas de Swift y Antonoff. En contraste, Tom Breihan de Stereogum escribió que la canción mostraba «una energía musical e inventiva» que sugería un nuevo camino para la creatividad de Swift, elogiando las voces y la instrumentación de teclado. Escribiendo para Beats Per Minute, John Wohlmacher dijo que la canción es «tan descaradamente desquiciada y maníaca que es pura alegría».

## Posicionamiento en listas
| Listas (2024)                             | Mejor posición |
| ----------------------------------------- | -------------- |
| Argentina (Argentina Hot 100)             | 64             |
| Australia (ARIA)                          | 5              |
| Austria (Ö3 Austria Top 40)               | 11             |
| Bélgica (Billboard)                       | 15             |
| Brasil (Brasil Hot 100)                   | 61             |
| Canadá (Canadian Hot 100)                 | 4              |
| Croacia (Billboard)                       | 19             |
| República Checa (Singles Digitál Top 100) | 21             |
| Dinamarca (Tracklisten)                   | 19             |
| Finlandia (OFC)                           | 47             |
| Francia (SNEP)                            | 72             |
| Global 200 (Billboard)                    | 5              |
| Grecia (IFPI)                             | 10             |
| India (IMI)                               | 11             |
| Indonesia (Billboard)                     | 24             |
| Irlanda (IRMA)                            | 5              |
| Italia (FIMI)                             | 76             |
| Letonia (LAIPA)                           | 12             |
| Lituania (AGATA)                          | 30             |
| Luxemburgo (Billboard)                    | 15             |
| Malasia (Billboard)                       | 19             |
| Malasia (RIM)                             | 14             |
| Países Bajos (Mega Single Top 100)        | 35             |
| Nueva Zelanda (Recorded Music NZ)         | 6              |
| Filipinas (Billboard)                     | 10             |
| Polonia (Polish Streaming Top 100)        | 59             |
| Portugal (AFP)                            | 14             |
| Singapur (RIAS)                           | 5              |
| Eslovaquia (Singles Digitál Top 100)      | 28             |
| Sudáfrica (TOSAC)                         | 20             |
| España (Top 100 Canciones)                | 39             |
| (Sverigetopplistan)                       | 17             |
| Suiza (Schweizer Hitparade)               | 30             |
| Reino Unido (UK Singles Chart)            | 8              |
| Estados Unidos (Billboard Hot 100)        | 3              |
| Estados Unidos (Adult Top 40)             | 37             |

## Certificaciones
| País          | Organismo certificador | Certificación | Ventas certificadas | Ref.   |
| ------------- | ---------------------- | ------------- | ------------------- | ------ |
| Australia     | ARIA                   | Oro           | 35 000              | [ 76 ] |
| Nueva Zelanda | RMNZ                   | Oro           | 15 000              | [ 77 ] |
| Portugal      | AFP                    | Oro           | 5 000               | [ 78 ] |
| Reino Unido   | BPI                    | Oro           | 400 000             | [ 79 ] |

## Premios y nominaciones
| Año  | Premio                          | Nominado                        | Categoría         | Resultado | Ref.   |
| ---- | ------------------------------- | ------------------------------- | ----------------- | --------- | ------ |
| 2025 | Nickelodeon Kids' Choice Awards | I Can Do It with a Broken Heart | Canción favaorita | Nominada  | [ 80 ] |